# 芸術の幼年期
『芸術の幼年期』（げいじゅつのようねんき、仏語 L'enfance de l'art、英語 The Infancy of Art）は、1990年（平成2年）製作・公開のオムニバス映画『子どもたちはどうしているか』（How Are The Kids?）の一篇として、ジャン＝リュック・ゴダール、アンヌ＝マリー・ミエヴィル共同監督によるベルギー・スイス合作の短篇映画である。

## 概要
ユニセフ（国際連合児童基金）の製作するオムニバス映画『子どもたちはどうしているか』に参加するために、ジャン＝リュック・ゴダールとアンヌ＝マリー・ミエヴィルが、1990年夏、スイスのフランス語圏の地域でロケーション撮影を行った。
本作は、ゴダールの『カラビニエ』（1963年）の原案を書いたロベルト・ロッセリーニに献辞が捧げられている。廃墟に共同生活をしている若い男女4人が登場している『カラビニエ』には、その2人の青年たちが、戦争で世界の富を手に入れたのだと世界中のモニュメントの絵はがきを手に得意になるシーンがあるが、本作においても、廃墟が舞台であり、『カラビニエ』同様、兵士は絵はがきを何枚も手にしており、終始、オフで銃声が聴こえている。
オムニバス映画『子どもたちはどうしているか』に参加したほかの映画監督は、リノ・ブロッカ、ロラン・ビコフ、ユーザン・パルシー、シロ・デュラン、ジェリー・ルイスである。

## ストーリー
廃墟のなかでひとりの女が、ヴィクトル・ユーゴー『レ・ミゼラブル』のペーパーバックを手に、革命についてのテクストを幼い少年に読んで聴かせる。カービン銃を抱えたゲリラ兵士がひとり、クルマから降りてくる。そこは内戦中なのだ。兵士はその女の恋人だった。
バズーカ砲を構える兵士が草むらで、ウジェーヌ・ドラクロワ『民衆を導く自由の女神』（1830年）等の数枚の絵はがきを手に、裏に油性マーカーで、
すべての Toutes les
暴君たち les Tyrantes
もっとも恐ろしいものは la plus terrible
この est celle de
と書き、『民衆を導く自由の女神』の左脇のブルジョワたちが大写しにされる。
兵士は撃たれて死んでゆく。少年とサッカー遊びをしていたもうひとりの少年は、その死を目の当たりにする。ボールを蹴る少年。死んだ兵士を担ぐ男、女は男の手から散らばった絵はがきをすべて拾い、ふたりの少年に渡す。少年たちはそれをふたりで分ける。
2枚の黒み字幕。
戦争に行かない権利 the right not to go to war
教育への権利 the right to education

## スタッフ
- 監督・脚本・編集 : ジャン＝リュック・ゴダール、アンヌ＝マリー・ミエヴィル
- 音楽 : パウル・ヒンデミット、メレディス・モンク
- 撮影 : ソフィ・マンティニュー、エルベ・デュー
- 引用 : ヴィクトル・ユーゴー『レ・ミゼラブル』（ペンギン・グループ、1982年刊）
- プロデューサー : ルート・ヴァルトブルゲール （ヴェガ・フィルム）
- 制作 : C9 コミュニカシオン、ヴェガ・フィルム
- 製作 : 国際連合児童基金

## キャスト
- ナタリー・カダン
- アントワーヌ・ベイ
- ミシェル・ボンポワユ

- ドニ・ヴァラ
- ニコラ・シュキック

## 関連事項
- ジャン＝リュック・ゴダール監督作品一覧

## 註
1. 1 2 3 4 5 6  Roberto Chiesi, Jean-Luc Godard, Roma : Gremese, ISBN 888440259X, p.113.
2. ↑  #外部リンク欄のポンピドゥー・センター公式サイト内の本作の上映情報（2006年4月27日/7月2日）の記述を参照。二重リンクを省く。